# تعویض قالب در کمتر از ده دقیقه
تعویض قالب در کمتر از ده دقیقه (به انگلیسی: Single-minute digit exchange of die؛ مخفف: SMED) یکی از روش‌های تولید ناب برای افزایش کارآمدی در فرایند تولید است. این یک روش سریع و کارآمد برای تغییر فرایند از تولید محصول فعلی به تولید محصول بعدی است. این یک روش کلیدی برای کاهش اندازه قطعه تولید، و کاهش جریان ناهموار (Mura)، تلفات تولید، و تنوع خروجی است.
عبارت "تک دقیقه" (single minute) به این معنی نیست که همه تغییرات و راه‌اندازی‌ها فقط باید یک دقیقه طول بکشد، بلکه باید کمتر از ۱۰ دقیقه ("دقیقه تک رقمی") طول بکشد. یک مفهوم نزدیک و در عین حال دشوارتر، تبادل قالب با یک لمس (OTED) است، که می‌گوید تغییر می‌تواند و باید کمتر از ۱۰۰ ثانیه طول بکشد. قالب ابزاری است که در تولید استفاده می‌شود. با این حال، ابزار SMED به تولید محدود نمی‌شود (به نقشه‌برداری جریان ارزش مراجعه کنید).

## تاریخچه
فردریک وینسلو تیلور در کتاب سال ۱۹۱۱ خود، مدیریت فروش (صفحه ۱۷۱) بخش‌هایی از تنظیمات (ست‌آپ‌ها) را که ارزشی اضافه نمی‌کردند، مورد تحلیل قرار داد. [۱] با این حال، او هیچ روش یا رویکرد ساختاریافته‌ای پیرامون آن ایجاد نکرد.
فرانک بنکر گیلبرت فرآیندهای کاری را در بسیاری از صنایع مختلف، از آجرکاری تا جراحی، مطالعه کرده و بهبود بخشید. به عنوان بخشی از کار خود، او همچنین فرایندهای تغییر و تغویض را بررسی کرد. کتاب «مطالعه حرکت» او (همچنین از سال ۱۹۱۱) روش‌هایی را برای کاهش زمان راه‌اندازی را بررسی می‌کرد.
حتی کارخانه‌های هنری فورد نیز از برخی تکنیک‌های کاهش زمان تنظیمات استفاده می‌کردند. در انتشارات سال ۱۹۱۵ با عنوان روش‌ها و کارگاه‌های فورد، [۱] رویکردهای کاهش زمان آماده‌سازی به‌وضوح شرح داده شده‌اند. با این حال، این روش‌ها هرگز به جریان اصلی تولید تبدیل نشدند. در بیشتر بخش‌های قرن بیستم، مقدار اقتصادی سفارش (EOQ) به‌عنوان استاندارد طلایی در تعیین اندازه دسته‌های تولید شناخته می‌شد.
جریان کاری تولید به‌موقع (JIT) شرکت تویوتا با مشکلی به نام تعویض ابزار روبه‌رو بود که بین دو تا هشت ساعت طول می‌کشید. کاهش زمان تنظیم و کاهش اندازه دسته‌های تولید از سال ۱۹۴۵، زمانی که تای‌ایچی اونو مدیر کارگاه‌های ماشین‌کاری تویوتا شد، در دستور کار سیستم تولیدی این شرکت قرار گرفت. در سفری به ایالات متحده در سال ۱۹۵۵، اونو با پرس‌های ضربه‌ای Danly آشنا شد که توانایی تعویض سریع قالب را داشتند. در پی این بازدید، تویوتا چندین پرس Danly برای کارخانه موتوماچی خریداری کرد و فرایند بهبود زمان تعویض قالب‌ها را آغاز نمود. این اقدام با نام تعویض سریع قالب (Quick Die Change یا QDC) شناخته شد. تویوتا یک رویکرد ساختاریافته بر پایهٔ چهارچوبی از برنامه آموزشی آموزش در صنعت (TWI) ایالات متحده در دوران جنگ جهانی دوم توسعه داد که با نام ECRS شناخته می‌شود – حذف (Eliminate)، ترکیب (Combine)، بازچینی (Rearrange)، و ساده‌سازی (Simplify).
با گذر زمان، تویوتا توانست زمان تعویض قالب را از چند ساعت به ۱۵ دقیقه در دهه ۱۹۶۰، سه دقیقه در دهه ۱۹۷۰، و نهایتاً به ۱۸۰ ثانیه در دهۀ ۱۹۹۰ کاهش دهد.
در اواخر دهه ۱۹۷۰، زمانی که روش تویوتا به‌خوبی توسعه یافته بود، شیگئو شینگو در یکی از کارگاه‌های QDC شرکت کرد. پس از آنکه او بدون کسب اجازه، جزئیاتی از سیستم تولید تویوتا را منتشر کرد، ارتباط کاری‌اش با شرکت به‌طور ناگهانی قطع شد. شینگو به ایالات متحده مهاجرت کرد و به‌عنوان مشاور در حوزهٔ تولید ناب فعالیت خود را آغاز نمود. او علاوه بر آنکه مدعی شد این روش تعویض سریع را (همراه با موارد دیگر) اختراع کرده است، نام «تعویض قالب در زمان کمتر از ده دقیقه» را برای آن برگزید. وی سیستم تولید تویوتا (TPS) و SMED را در ایالات متحده ترویج داد.

## تکنیک‌های پیاده‌سازی
شیگئو شینگو هشت تکنیک اساسی را شناسایی کرده است که در اجرای سیستم SMED باید مورد توجه قرار گیرند.
1. جدا کردن عملیات تنظیمات داخلی از خارجی
2. تبدیل تنظیمات داخلی به تنظیمات خارجی
3. استانداردسازی عملکرد به‌جای شکل ظاهری
4. استفاده از گیره‌های کاربردی یا حذف کامل بست‌ها
5. استفاده از جیگ‌های واسط (ابزارهای واسطه‌ای)
6. بهره‌گیری از عملیات موازی (به‌کمک چند اپراتور یا ابزار)
7. حذف نیاز به تنظیمات و رگلاژها
8. مکانیزه‌سازی

نکته: تنظیمات خارجی بدون نیاز به توقف خط تولید قابل انجام‌اند، در حالی‌که تنظیمات داخلی مستلزم توقف خط هستند.
شینگو پیشنهاد می‌کند که بهبود زمان تنظیمات در SMED باید طی چهار مرحلهٔ مفهومی صورت گیرد:
الف) اطمینان از اینکه فعالیت‌های خارجی هنگام کارکرد ماشین انجام می‌شوند.
ب) جداسازی فعالیت‌های داخلی و خارجی، اطمینان از عملکرد صحیح قطعات و پیاده‌سازی روش‌های مؤثر برای جابجایی قالب و سایر قطعات
ج) تبدیل فعالیت‌های داخلی به خارجی
د) بهبود کلیهٔ فعالیت‌های مربوط به تنظیم و تعویض

### روش رسمی
برای کاهش زمان تعویض با استفاده از سیستم SMED، هفت مرحلهٔ اصلی تعریف شده است:[۹]
1. مشاهده و ثبت روش فعلی انجام تنظیمات
2. تفکیک فعالیت‌های داخلی و خارجی
  - فعالیت‌های داخلی تنها هنگام توقف ماشین قابل انجام‌اند.
  - فعالیت‌های خارجی می‌توانند حین تولید دسته قبلی یا شروع دسته بعدی انجام شوند.
  - مثال: آوردن ابزارهای لازم قبل از توقف ماشین.
3. تبدیل فعالیت‌های داخلی به خارجی، در صورت امکان
  - مانند پیش‌گرم کردن ابزار پیش از توقف خط.
4. ساده‌سازی فعالیت‌های داخلی باقی‌مانده
  - تمرکز بر پیچ‌کردن‌ها؛ شینگو می‌گوید تنها چرخش آخر پیچ آن را محکم می‌کند، باقی فقط حرکت است.
5. بهینه‌سازی فعالیت‌های خارجی به گونه‌ای که هم‌تراز با داخلی‌ها شوند
6. مستندسازی روش جدید و مشخص‌کردن کارهای باقی‌مانده
7. تکرار فرایند
  - هر بار اجرای کامل این مراحل، به‌طور متوسط ۴۵٪ بهبود در زمان تنظیم ایجاد می‌کند. عبور از مرز ۱۰ دقیقه ممکن است به چندین مرحله تکرار نیاز داشته باشد.

### نمودار بهبود تدریجی
- مرحله ۱: وضعیت اولیه را نشان می‌دهد.
- مرحله ۲: اضافه شدن دفعات تعویض‌ها
- مرحله ۳: تأثیر بهبودهای ایجاد شده از طریق یادگیری و تجربه
- مرحله ۴: بازگشت به همان زمان تولید با افزایش انعطاف‌پذیری ظرفیت
- مرحله N: تعویض‌ها تنها ۱٫۵ دقیقه زمان می‌برند (کاهش ۹۷٪) و کل زمان شیفت از ۴۲۰ دقیقه به ۳۶۸ دقیقه کاهش می‌یابد؛ معادل ۱۲٪ افزایش بهره‌وری.[۴]